# Komitet Narodowy Polski (1831–1832)
Komitet Narodowy Polski – polska organizacja emigracyjna założona po upadku powstania listopadowego we Francji, Jej rozwiązanie przez władze francuskie spowodowało, że członkowie KNP kontynuowali działalność w tajnej organizacji Zemsta Ludu. 
Powstała 5 grudnia 1831 roku w Paryżu pod kierownictwem Joachima Lelewela. KNP próbował godzić różne kierunki polskiego republikanizmu. Otrzymywał wsparcie finansowe od republikanów francuskich. Został zamknięty przez policję francuską w grudniu 1832 roku, a dodatkowo rozpadł się na poszczególne grupy.
Celem było wyzwolenie Polski w granicach przedrozbiorowych, własnymi powstańczymi siłami, wprowadzenie republiki, zniesienie pańszczyzny, uwłaszczenie włościan i równość obywateli.
Działania KNP skupiły się na przeprowadzeniu powstania na ziemiach zaboru rosyjskiego. W tym celu zorganizowano wyprawę pod dowództwem płk. Józefa Zaliwskiego, miała to być część ogólnoeuropejskiej rewolucji. W celu przeprowadzenia wyprawy Lelewel i Zaliwski założyli tajną organizację Zemsta Ludu.